# Ruryk (1892)
Ruryk lub Riurik (ros. Рюрик) – rosyjski krążownik pancerny z okresu wojny rosyjsko-japońskiej. Nazwę tę, pochodząca od wodza Waregów - Ruryka, nosił także drugi rosyjski krążownik pancerny "Ruryk" (II).

## Historia
Zaprojektowany i zbudowany w Rosji w Sankt Petersburgu, był pierwszym krążownikiem pancernym specjalnie zaprojektowanym do prowadzenia wojny krążowniczej - zwalczania żeglugi nieprzyjaciela na oceanach (działań rajderskich). Stąd priorytet w jego konstrukcji był położony na dobre własności morskie, zasięg i stosunkowo dużą na owe czasy prędkość. Jego budowa wywołała duże poruszenie za granicą, zwłaszcza w potencjalnie zagrożonej Wielkiej Brytanii. Klasyfikowany był w Rosji jako krążownik I rangi. Był pierwszym przedstawicielem tzw. rosyjskiej linii rozwoju krążowników pancernych, której dalszym rozwinięciem były okręty "Rossija" i "Gromoboj". Jako pierwszy we flocie rosyjskiej wprowadził szybkostrzelne działa artylerii średniej Canet. Oprócz maszyn parowych, posiadał jeszcze początkowo pomocniczo ożaglowanie, później zdemontowane. Opancerzenie składało się z wąskiego pasa pancernego na linii wodnej, osiągającego maksymalną grubość na śródokręciu i pokładu pancernego jak w krążownikach pancernopokładowych. Z powodu wąskiego pasa pancernego, większość burt i całe uzbrojenie nie było chronione przeciw pociskom wybuchowym średniego kalibru, stąd ogólny stopień ochrony był słaby.
Wadami zapoczątkowanej przez "Ruryka" linii rosyjskich krążowników było mało perspektywiczne rozmieszczenie artylerii głównej - w stanowiskach na burtach, przez co salwę burtową stanowiły jedynie dwa działa 203 mm (z czterech), a także mała powierzchnia pancerza burtowego.
Stępkę okrętu położono w Zakładach Bałtyckich w Sankt Petersburgu 19 maja 1890, wodowano go 22 października 1892, natomiast oficjalnie wszedł do służby 16 października 1895 (daty według kalendarza juliańskiego).

## Służba

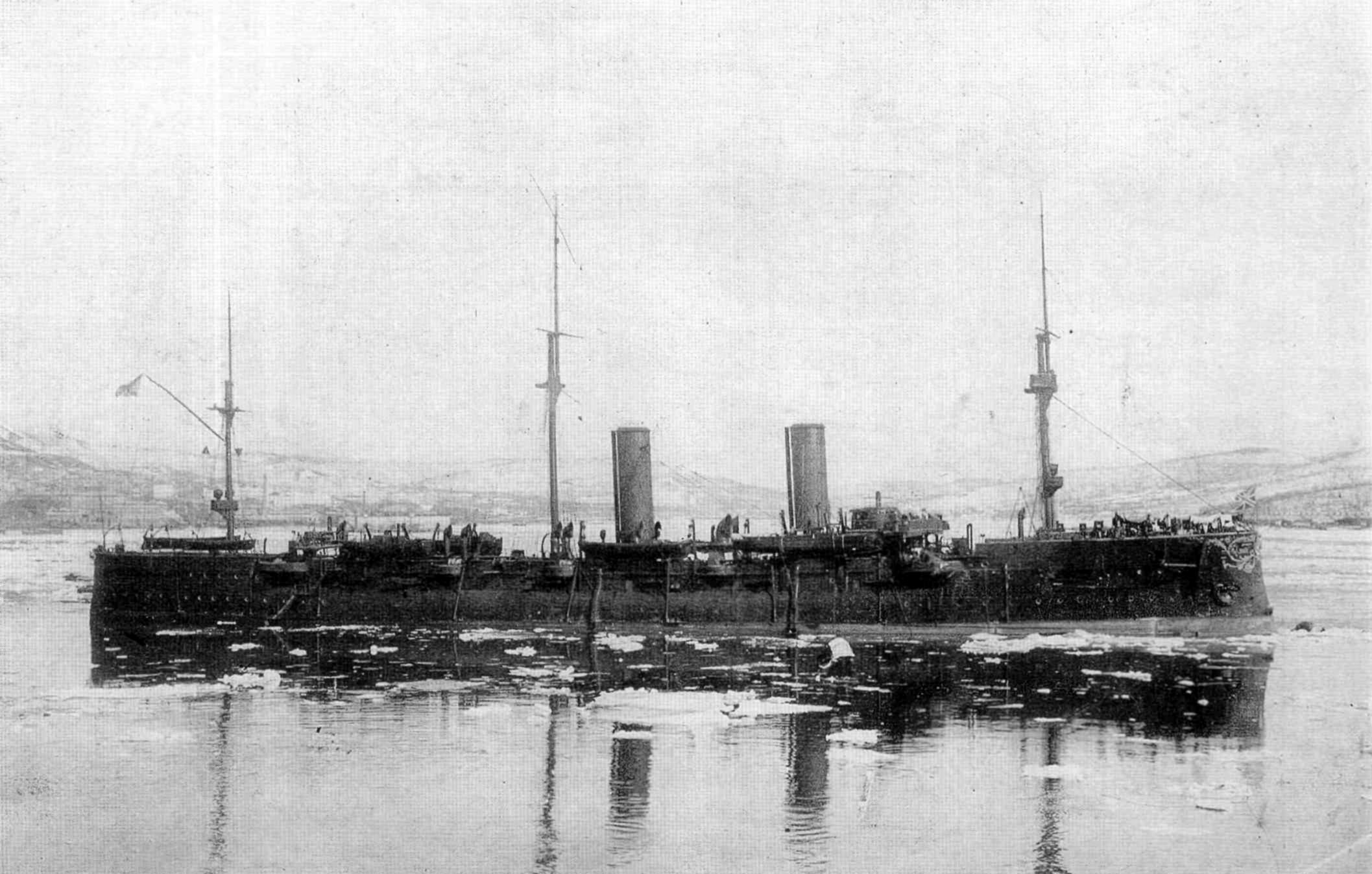
"Ruryk" w 1904

Po wejściu do służby w 1895, wszedł w skład rosyjskiej Eskadry Oceanu Spokojnego i został przebazowany na Daleki Wschód. W kwietniu 1896 odwiedził Nagasaki. W chwili wybuchu wojny rosyjsko-japońskiej wchodził w skład władywostockiego zespołu krążowników, zwalczającego żeglugę japońską. M.in. w lutym 1904 zespół operował na Morzu Japońskim, w kwietniu wykonał rajd na Wonsan, topiąc dwa japońskie statki i transportowiec wojska "Kinshu Maru", a 15 czerwca wykonał rajd na Cieśninę Koreańską. Podczas tej ostatniej akcji, "Ruryk" torpedą uszkodził transportowiec "Sado Maru". Pod koniec lipca, zespół rosyjski z "Rurykiem" wyszedł przez Cieśninę Tsugaru na Ocean Spokojny i zwalczał żeglugę w Zatoce Tokijskiej, u brzegów Japonii.
"Ruryk" został zatopiony 14 sierpnia 1904 w bitwie koło wyspy Ulsan - wielokrotnie trafiony przez japońskie krążowniki pancerne i pancernopokładowe i obezwładniony, został ostatecznie samozatopiony przez załogę  (zginęło 204 marynarzy, 305 rannych).

## Dane techniczne
- wyporność: 
  - normalna 10 933 t,
  - pełna 11 690 t
- wymiary:
  - długość: 132,6 m
  - szerokość: 20,4 m
  - zanurzenie 7,9 m
- siłownia: 4 maszyny parowe potrójnego rozprężania, 8 kotłów parowych cylindrycznych, 2 śruby napędowe
- moc: 13 588 KM (maksymalna)
- prędkość maksymalna: 18,8 węzłów
- zasięg: 7790 Mm przy prędkości 10 w (inne dane: 6700 Mm/10 w)
- zapas węgla: 1663–1933 t.
- załoga: 719 ludzi (763 w 1904)

Uzbrojenie:
- 4 działa kalibru 203 mm model 1884 Zakładów Obuchowskich, w odkrytych stanowiskach burtowych na dziobie i rufie, chronione maskami
  - długość lufy L/35 kalibrów, masa pocisku 88 kg, donośność 9070 m
- 16 dział 152 mm Canet model 1891 (w kazamatach)
  - długość lufy L/45 kalibrów, masa pocisku 41,5 kg, donośność 11 100 m
- 6 dział 120 mm Canet model 1891 (w stanowiskach burtowych)
  - długość lufy L/45 kalibrów, masa pocisku 20,4 kg, donośność 9630 m
- 6 dział 47 mm Hotchkiss model 1896 L/43
- 10 dział 37 mm Hotchkiss model 1896
- + 2 działa 63,5 mm Baranowskiego dla oddziałów desantowych
- 6 stałych nadwodnych wyrzutni torpedowych kaliber 381 mm (1 na dziobie, 1 na rufie, po 2 na burtach)
- 2 kutry parowe z miotaczami min kalibru 254 mm

Opancerzenie (stalowe)

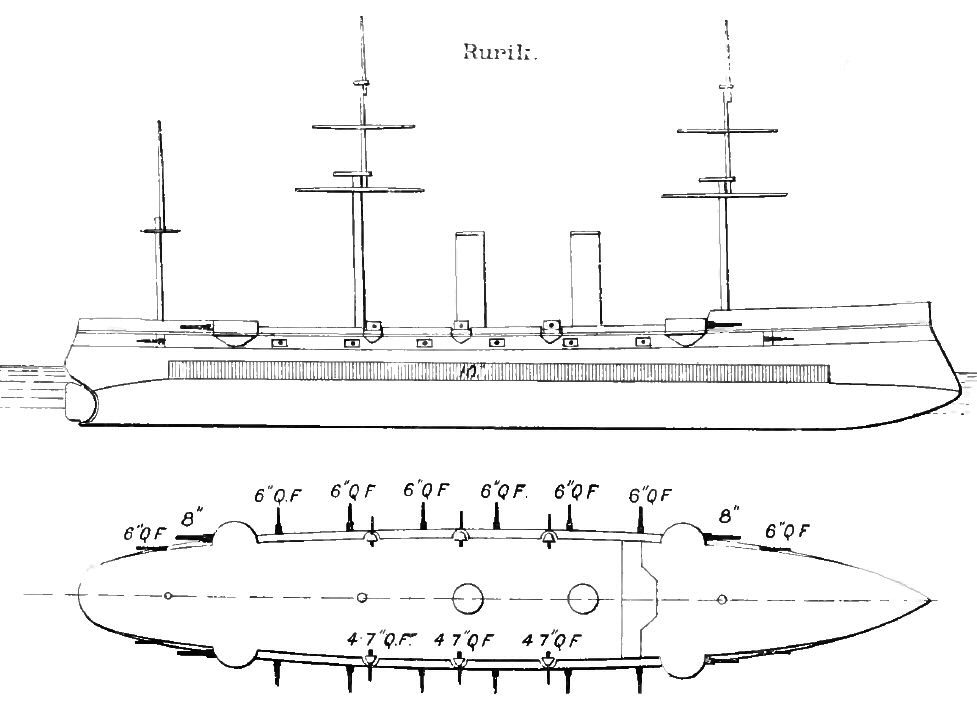
Uproszczony schemat opancerzenia (działa 203 mm były w odkrytych stanowiskach)

- burty - pas pancerny: 203–254 mm (wymiary 80,5 х 2,07 m)
- wewnętrzny pokład pancerny: 51–76 mm
- stanowisko dowodzenia: 152 mm
- ogólna masa pancerza – 1485 t. – 13% konstrukcji